# Scale e arpeggi/Supercalifragilistic
Scale e arpeggi/Supercalifragilistic è un singolo della cantante italiana Marisa Sannia pubblicato nel 1973 dalla casa discografica EMI.

## Descrizione
Scale e arpeggi è un brano del film d'animazione de Gli Aristogatti del 1970.
Supercalifragilistic è un brano del film d'animazione di Mary Poppins del 1964.
Entrambi i brani sono inclusi nel 33 giri Marisa nel Paese delle Meraviglie del 1973, dove la cantante interpreta i brani dei classici di Walt Disney.

## Tracce
1. Scale e arpeggi
2. Sepercalifragilistic